# Moshé Castel
Moshé Castel (en hebreo: משה קסטל‎, Jerusalén, 1909 – Tel Aviv, 1991) pintor israelí. 
Nacido en el seno de una familia sefardí, estudió en la Academia Bezalel de Arte y Diseño de Jerusalén, estudió con Isaac Frenkel Frenel en Tel-Aviv, la Académie Julian y la École du Louvre de París, ciudad donde vivió 15 años. 
Sus obras murales se encuentran en edificios emblemáticos de Israel, como la sede de congresos Binyanei Ha'umá (1958); el Parlamento israelí, la Knéset (1966); la residencia de los Presidentes de Israel (1970).